# Helmuth Weidling
Helmuth Otto Ludwig Weidling (Halberstadt, 1891. november 2. – Vlagyimir, 1955. november 17.) német tüzérségi tábornok, Berlin védelmének utolsó jelentős parancsnoka.

## Korai évei
Weidling Halberstadtban, Szászországban született. 1911-ben belépett a hadseregbe.

## Lengyelország, Franciaország, Oroszország
1938-ban Weidlig az 56. tüzérezred ezredese lett. Ezzel az egységgel harcolt Lengyelországban 1939–1940 áprilisáig. Kinevezték a XXXX. páncélos hadtest (XXXX. Panzerkorps) parancsnokának. Harcolt Franciaországban és a Barbarossa hadművelet elején. Részt vett 1943-ban a kurszki csatában.

## Berlini csata
1945. április 22-én Hitler elrendelte, hogy Weidlinget ki kell végezni, mert nyugat felé vonul azon parancs ellenére, hogy egyesüljön Felix Steiner 9. hadseregével, és keletről tartsák vissza a szovjeteket. Valójában Weidling hadálláspontja az első frontvonaltól 1000 m-re volt.
Április 23-án Hitler kinevezte Berlin védelmének főparancsnokává. Május 2-án írta alá a város kapitulációját.

## A háború után
A szovjetek őrizetbe vették, és repülőn a Szovjetunióba szállították. Soha nem tért vissza Németországba. 1952-ig ítélet nélkül tartották fogva, majd a moszkvai törvényszék 25 év börtönbüntetésre ítélte. Valószínűleg KGB-őrizetben, a vlagyimiri börtönben halt meg 1955-ben.

## Megjelenése játékfilmben
- Oliver Hirschbiegel rendező 2004-es A bukás – Hitler utolsó napjai (Der Untergang) című német–osztrák filmdrámájában Weidling tábornokot Michael Mendl alakítja.

## Fordítás
Ez a szócikk részben vagy egészben  a   Helmuth_Weidling című angol Wikipédia-szócikk fordításán alapul.  Az eredeti cikk szerkesztőit annak laptörténete sorolja fel. Ez a jelzés csupán a megfogalmazás eredetét és a szerzői jogokat jelzi, nem szolgál a cikkben szereplő információk forrásmegjelöléseként.